# Вальдемар фон Гацен
Вальдемар фон Гацен, знаний Гаца (нім. Waldemar von Gazen genannt Gaza; нар. 6 грудня 1917, Гамбург — пом. 13 січня 2014, Ґетінґен, Нижня Саксонія) — німецький офіцер часів Третього Рейху, майор танкових військ (1943) Вермахту. Один зі 160 кавалерів Лицарського хреста з Дубовим листям та мечами (1943)

## Біографія
Вальдемар фон Гацен народився 6 грудня 1917 у німецькому місті Гамбург у родині відставного оберста німецької імперської армії Оскара фон Гацена.
Військова кар'єра
- 1936 — фанен-юнкер
- 1 вересня 1938 — лейтенант
- 1 вересня 1940 — обер-лейтенант
- 18 січня 1943 — гауптман
- 3 жовтня 1943 — майор

Після завершення навчання в гімназії в Бергедорфі, він поступив на службу до Імперської служби праці.
у 1936 році прийнятий на військову службу фанен-юнкером до 66-го піхотного полку 13-ї піхотної дивізії, що дислокувалася поблизу Магдебургу. У жовтні 1937 року дивізія була переформована на 13-у моторизовану дивізію Вермахту. 1 вересня 1938 року В.фон Гацен отримав первинне офіцерське звання лейтенант.
З початку Другої світової війни взяв участь у найважливіших боях та битвах світового конфлікту. Бився командиром взводу у складі танкової дивізії в Польській та Французькій кампанії. 1 вересня 1940 року присвоєне чергове звання обер-лейтенант.
Напередодні вторгнення до Радянського Союзу отримав посаду командира 2-ї роти 66-го мотопіхотного полку.
18 вересня 1942 року за бойові заслуги в боях літом 1942 року під Ростовом на Східному фронті удостоєний Лицарського хреста Залізного хреста та підвищений у званні до гауптмана. Невдовзі став командиром 1-го батальйону свого полку.
На початку 1943 року відзначився, як командир штурмової групи в боях за Кубанський плацдарм. 18 січня 1943 року за бойові заслуги нагороджений дубовим листям до Лицарського хреста.
У квітні 1943 В.фон Гацен став командиром 66-го моторизованого полку (офіційно вступив у посаду 28 серпня 1943 року), ставши наймолодшім командиром полку в історії Вермахту (25 років). Бився на півдні України, у вересні 1943 стримував контрнаступ радянських військ під Мелітополем. У цих боях був серйозно поранений та вивезений до Німеччини. 3 жовтня 1943 року майор Вальдемар фон Гацен був нагороджений мечами до Лицарського хреста.
Після одужання та реабілітації він отримав 1 липня 1944 року призначення до Генерального штабу Сухопутних військ Німеччини. У вересні 1944 року його перевели начальником оперативного відділу 13-ї танкової дивізії в Угорщину. У лютому 1945 фон Гацен став начальником штабу 2-ї танкової дивізії на Західному фронті.
Після завершення бойових дій в Європі потрапив до полону, звідки був звільнений у 1946 році.

## Нагороди
- Медаль «У пам'ять 1 жовтня 1938»
- Залізний хрест
  - 2-го класу (29 вересня 1939)
  - 1-го класу (14 жовтня 1939)
- Нагрудний знак «За танкову атаку» в бронзі
- Німецький хрест в золоті (15 листопада 1941)
- Медаль «За зимову кампанію на Сході 1941/42»
- Лицарський хрест Залізного хреста з дубовим листям і мечами
  - лицарський хрест (18 вересня 1942)
  - дубове листя (18 січня 1943)
  - мечі (3 жовтня 1943)
- Відзначений у Вермахтберіхт
  - «В оборонних боях на південний схід від Запоріжжя відзначились 138-й єгерський полк під командуванням оберстлейтенанта графа фон дер Гольца, танкова група під командуванням майора фон Гаца, а також 243-й загін штурмових гармат і 721-й загін мисливців за танками.» (3 жовтня 1943)
- Кримський щит
- Нагрудний знак «За поранення» в сріблі